# Datapanik in the Year Zero
Datapanik in the Year Zero är en EP av Pere Ubu släppt 1978. Samlingsep bestående av flera tidigare singlar inspelade mellan 1975 och 1977. Skivan producerades av Pere Ubu och Ken Haman. Titeln hämtad från den smöriga svart-vita 50-talsfilmen Panic in Year Zero. 
The Modern Dance följdes av Dub Housing. 

## Låtlista
1. Heart of Darkness (1975) (6:21)
2. 30 Seconds Over Tokyo (1975) (4:44)
3. Cloud (1976) (2:37)
4. Untitled (1976) (3:32)
5. Heaven (1977) (3:04)